# ファルン＝ササン
ファルン＝ササン（英語：Farn-Sasan、? - 226年）は、概ね210年から226年までシスタン地域を支配したインド・パルティア王国の最後の王であった。王について言及した文献はなく、自身が発行した硬貨を通じて知られているのみである。226年にサーサーン朝の支配者アルダシール1世（統治期間：224年 - 242年）に敗れ、インド・パルティア王国の支配の終わりを告げた。

## 語源
「ササン」という名称の主要部分は、インド・パルティア王国の国土ではありふれたものであった。この名称の語源は、明らかではないが、デビッド・ニール・マッケンジーやV・A・リヴシッツという学者によると、この名称は古代イラン語*Sāsāna（「敵を破る」）に由来する。インド・パルティア王国やホラズムで敬われた地元のゾロアスター教の神の名前であった。

## 一代記
ファルン＝ササンは210年のある時にインド・パルティア王国の王位を掌握した。先代が誰であったかは分かっていないが、パコレスであった可能性がある。ファルン＝ササンはいかなる文献にも記載されておらず、ただ「サナバレスの孫の息子にしてティルダットの孫にしてアドゥル＝ササンの息子にして諸王の王であるファルン＝ササン」という銘のある硬貨を通じて知られるのみである。この銘と共にファルン＝ササンは最後の著名なインド・パルティア王国の王である曾祖父のサナバレスに自身を関連付けることで自身の支配の正当性を示そうとした。諸王の王の肩書は、サナバレスの名前の後に付けられているが、実際のファルン＝ササンは、アケメネス朝の支配者やパルティアの支配者の伝統的なティトゥラチュアである諸王の王に自身を準えている。

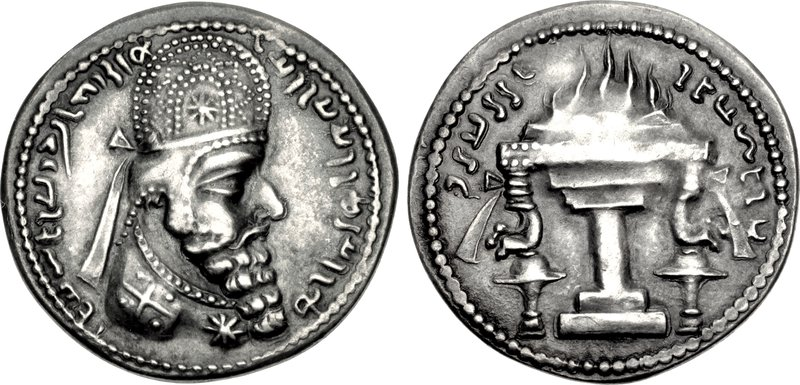
226年から230年にかけてハマダーンで鋳造されたサーサーン朝君主アルダシール1世（在位：224年-242年）の硬貨

アドゥル＝ササンもティルダットも統治者として知られていないことから、ファルン＝ササンが王朝の分家出身であることを暗示する。硬貨の表では帽子と共に表現されている。裏は丸く銘に囲まれた拝火神殿が描写されている。ファルン＝ササンはサカスタンの硬貨に拝火神殿を表したことで知られる唯一の王である。同時期に勢力を東方に拡張したサーサーン朝の支配者アルダシール1世（在位：224年-242年）も同じように拝火神殿を描写した硬貨を発行した。ファルン＝ササンがアルダシール1世の裏面の図解を真似したかその逆かははっきりしない。インド・パルティア王国で一般的な名前サーサーンという名前を共有するなどファルン＝ササンの硬貨とサーサーン朝のアルダシール1世の硬貨の類似点は、サーサーン朝とインド・パルティア王国の祖先が共通である可能性を示唆している。現代の歴史家は、諸王の王という肩書に対して対立関係を感じている。イラン研究家ホダダッド・レザハニはファルン＝ササンはアルダシール1世より上位で、アルダシール1世は226年にファルン＝ササンを破ってインド・パルティア王国の支配を終焉させた後に自ら諸王の王を宣言できただけであると主張している。